# Bataille de Prostki
Première guerre du Nord
Batailles
- Żarnów
- Kłecko
- Sobota
- Varsovie
- Riga
- Prostki
- Chojnice
- Marche des Belts
- Öresund
- Copenhague
- Nyborg
- Kolding

La bataille de Prostki se déroula près du village de Prostki, à une quinzaine de kilomètres au sud d'Ełk, le 8 octobre 1656, opposant l'armée polonaise, alliée à 2 000 Tatars du Khanat de Crimée, commandée par le hetman Wincenty Gosiewski, à celles de la Suède et du Brandebourg, dirigées par le prince Georges Frédérick de Waldeck. Ce fut l'une des principales batailles de la première guerre du Nord et elle se termina, après cinq heures de combats, par une écrasante victoire des Polonais et de leurs alliés.

## Sources
- (en) Sławomir Augusiewicz, Prostki 1656, Warszawa, Dom Wydawniczy Bellona, coll. « Historyczne Bitwy », 2001, 213 p. (ISBN 978-8-311-09323-2).
- Jacek Płosiński, Potop szwedzki na Podlasiu 1655-1657, Wydawnictwo Inforteditions, 2006,  (ISBN 83-89943-07-7).